# 톰 맬로이

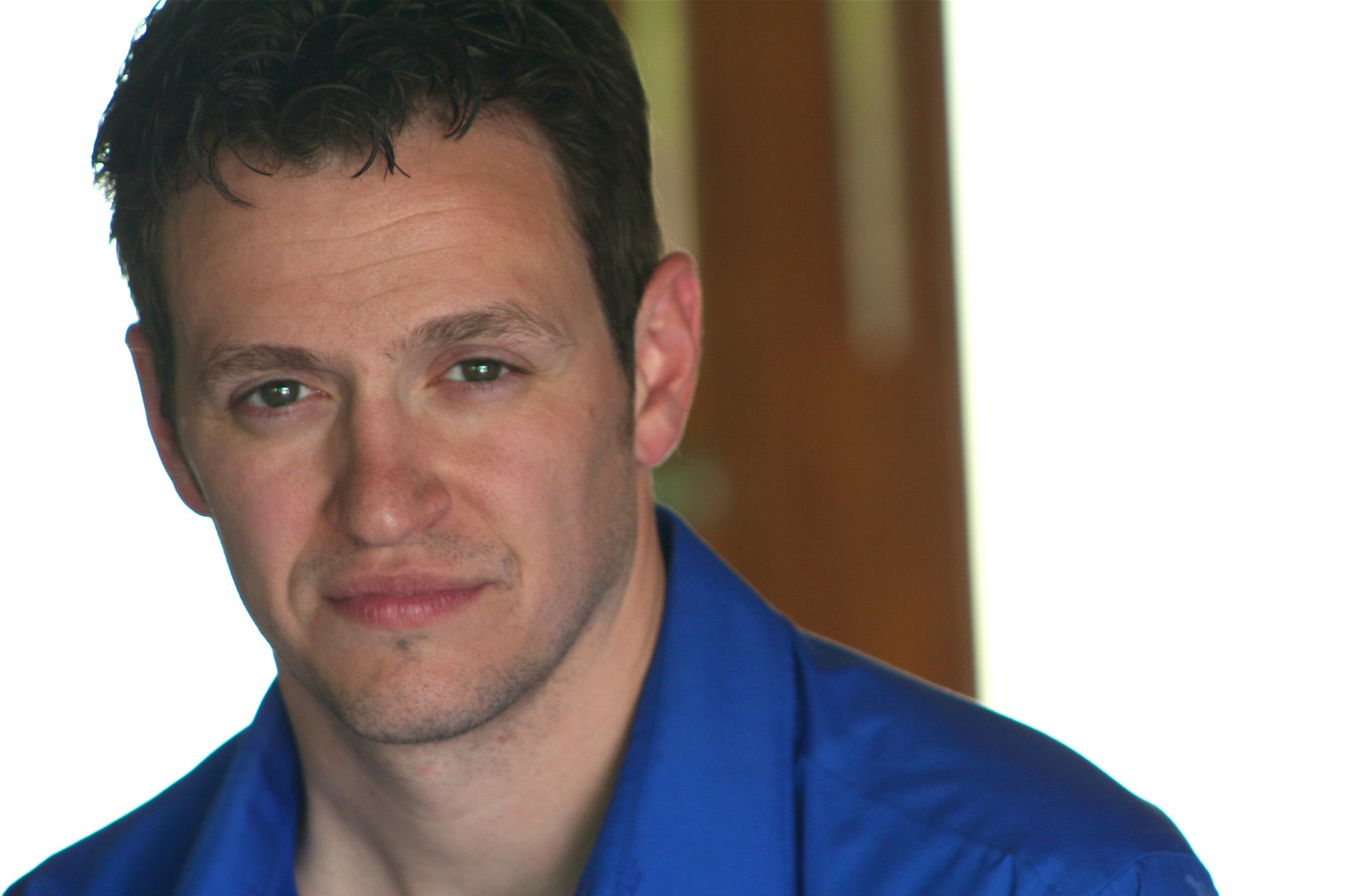

톰 멀로이(Tom Malloy, 1974년 12월 8일 ~ )는 미국의 배우이다.

## 영화
- 페어 헤이븐 (2016년)
- #놀람주의 (2016년)
- 하우스 오브 매니 사로즈 (2015년)
- 테러 하우스 (2013년)
- 러브 앤 댄싱 (2009년) - 제이크 밋첼 역
- 알파벳 킬러 (2008년) - 스티븐 하퍼 역
- 디 애틱 (2007년)